# Bernard Cassen
Bernard Cassen (Paris, 2 de novembro de 1937 – 12 de junho de 2025) foi um jornalista francês que trabalhou como diretor do jornal Le Monde Diplomatique.

## Carreira
Foi o primeiro presidente da associação ATTAC, de 1998 até 2002, e se tornou, ao lado de Ignacio Ramonet, presidente de honra da associação. Seu nome também é associado às acusações de fraude eleitoral em junho 2006.
Foi membro do conselho científico do ATTAC, membro do Conselho internacional do Fórum Social Mundial e professor do Instituto de Estudos Europeus da Universidade de Paris. Colaborou para o jornal Le Monde a partir de 1967, antes de juntar-se à redação do jornal Le Monde Diplomatique em 1973. Ele assinou em 2015 a Declaração de Delphi, que condenava a agiotagem internacional.

## Morte
Cassen morreu no dia 12 de junho de 2025, aos 78 anos.

## Publicações
Bernard Cassen publicou centenas de artigos em muitos jornais e periódicos franceses e estrangeiros, e principalmente no Le Monde diplomatique.
Trabalhos recentes dos quais é autor ou coautor são:
- Contre la dictature des marchés (1999) avec ATTAC, Liêm Hoang-Ngoc et Pierre-André Imbert
- a postfacé ATTAC / FMI: les peuples entrent en résistance (2000)
- Attac au Zénith, Mille et Une Nuits, Paris, 2002.
- Tout sur Attac 2002, Mille et Une Nuits, 2002.
- Tout a commencé à Porto Alegre... Mille forums sociaux, Paris, 1001 nuits (2003)
- L'Empire de la guerre permanente, Mille et Une Nuits, Paris 2004.
- Cette Constitution qui piège l'Europe, Mille et Une Nuits, Paris, 2005.
- Manifeste altermondialiste, Mille et Une Nuits, Paris, 2008.
- En finir avec l'eurolibéralisme, Mille et Une Nuits, 2008.
- S'entendre entre langues voisines: vers l'intercompréhension, Éditions Georg, Chêne-Bourg, Suíça,, 2008.
- Pourquoi la francophonie?, VLB Éditeur, Montréal, 2008.
- Vincennes, une aventure de la pensée critique, Flammarion, Paris, 2009.
- Élections européennes: mode d'emploi (com Louis Weber), Éditions du Croquant, Broissieux, 2009.
- Le Parlement européen, pour faire quoi ? (com Hélène Michel e Louis Weber), Éditions du Croquant, 2014